# John Swinney
John Ramsay Swinney (født 13. april 1964 i Edinburgh) er en skotsk politiker, der for tiden er viceførsteminister og finansminister. Han er også medlem af det skotske parlament.

## Medlem af parlamenterne i London og Edinburgh
I 1997–2001 var John Swinney medlem af det britiske underhus i Westminster.
I 1999 blev Swinney medlem af det skotske parlament i Edinburgh.

## Partileder
John Swinney var næstformand for det nationale skotske parti fra 1998 til 2000. I 2000–2004 var han partiets formand.

## Minister
I 2007 blev John Swinney finansminister samt minister for bæredygtig udvikling. I 2011 blev han finans- og beskæftigelsesminister samt minister for bæredygtig udvikling. I 2014 blev han forfatnings-, økonomi- og finansminister.
John Swinney blev også viceførsteminister i 2014.